# ناهید تاج‌الدین
ناهید تاج الدین، چهره سیاسی اصلاح‌طلب و نماینده حوزه انتخابیه اصفهان و ورزنه در دورهٔ دهم مجلس شورای اسلامی بوده‌است‌.

## نماینده اصفهان در مجلس دهم
او از سوی کارگروه استانهای شورای عالی سیاست گذاری انتخاباتی اصلاح طلبان، در فهرست نهایی نامزدان ائتلاف فراگیر اصلاح طلبان: گام دوم برای انتخابات دوره دهم مجلس شورای اسلامی قرار گرفت و با کسب ۱۹۵٬۰۶۶ رأی از مجموع ۶۷۱٬۴۷۱ رای در جایگاه دوم اصفهان به دوره دهم مجلس شورای اسلامی راه یافت.